# 外側腓腹皮神経
外側腓腹皮神経（英語: Lateral sural cutaneous nerve、ラテン語: nervus cutaneus surae lateralis）は、典型的には膝窩で総腓骨神経から分かれ、下腿の後面および外側面の皮膚に分布する感覚神経である。

## 走行
膝窩で総腓骨神経から分かれ、腓腹筋外側頭を乗り越えるように下方外側へと筋膜下を走行し、腓腹筋中央付近で筋膜から皮下へ出て皮膚へ分布する。

## 腓腹神経への関与

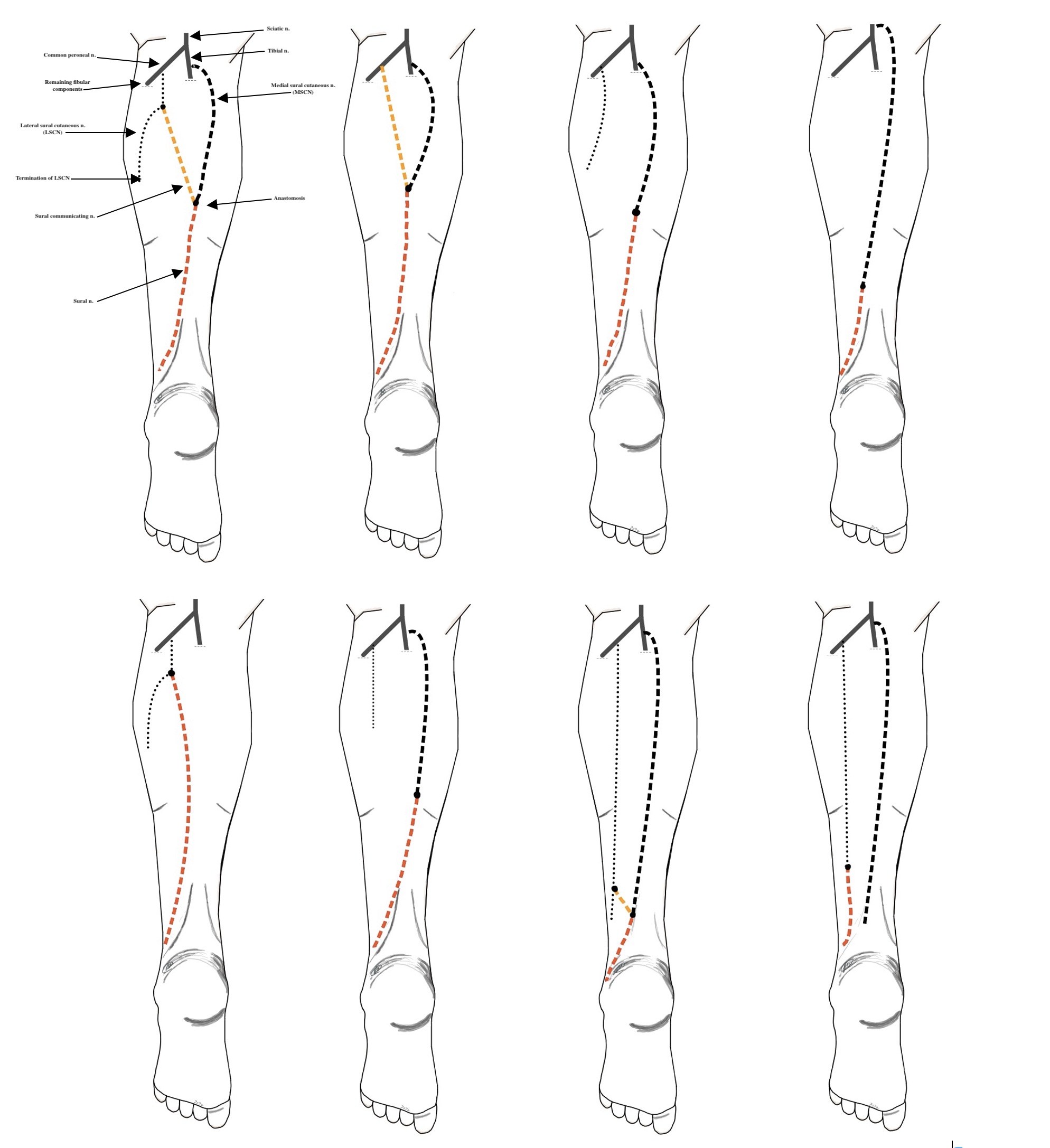
腓腹神経の形成の分類：左上が典型的。右下の2つは腓腹神経が2本並走する異型

典型的には、腓骨頭のレベルで交通枝を出し、この枝と脛骨神経の枝の内側腓腹皮神経が合流して腓腹神経となるが、腓腹神経がこの交通枝を含まないケースが3割程度みられるほか、外側腓腹皮神経そのものが腓腹神経となるケースが1%程度ある。このように腓腹神経の形成には多くの異型があり、ラマクリシュナンによる6つの分類が知られていた。2021年Steelらは、この分類に当てはまらない、外側腓腹皮神経と内側腓腹皮神経それぞれに由来する腓腹神経が並走するケースが14.42%にみられると報告した。